# اریک لوبوس
اریک لوبوس (لهستانی: Eryk Lubos؛ زادهٔ ۶ سپتامبر ۱۹۷۴) بازیگر اهل لهستان است. وی دانش‌آموختهٔ آکادمی ملی هنرهای نمایشی الکساندر زلوروویچ در ورشو است.
از فیلم‌ها یا مجموعه‌های تلویزیونی که وی در آن‌ها نقش داشته‌است، می‌توان به دختری از پستو، تله، ترفند، جنگ‌های پنهان، آب‌شدگی، روزگار خوش، همبستگی، همبستگی...، یانوشیک: روایتی واقعی، مأموریت افغانستان، قانون حقیقی، کارول: مردی که پاپ شد، کورشده از نور، وُلین، فرشته نیرومند، اداره ترافیک، رز، دهن‌به‌دهن، خانه تاریک، پدر متیو، ماگدا ام.، بازیافت و افسانه‌ای باستانی: آن هنگام که خورشید ایزد بود اشاره نمود.